# 駒澤大学陸上競技部
駒澤大学 陸上競技部（こまざわだいがく りくじょうきょうぎぶ、英語: Komazawa Univ. Track and Field Team）は、駒澤大学の陸上競技チーム。関東学生陸上競技連盟所属。練習拠点は玉川キャンパス。襷の色は藤色。

## 概要
1963年創立。長距離走部門では1967年の第43回箱根駅伝に初出場した際は同好会であった。同年に中央大学OBで元800m日本記録保持者の森本葵が監督に就任。長らく箱根の予選会の常連だったが、1995年にOBの大八木弘明をコーチに迎えて強化を開始。1990年代後半から急激に力をつけ、2000年の第76回箱根駅伝で初優勝後、平成初の4連覇を達成するまでに成長した。
「大学三大駅伝」（出雲駅伝、全日本大学駅伝、箱根駅伝）で、全国大学最多の計29回の優勝を誇る。
- 出雲駅伝では、1997年・1998年と2022年・2023年で2連覇し、計5回の優勝を誇る。
- 全日本大学駅伝（インカレ）では、初の全国制覇が1998年の第30回大会で最多計16回の優勝を誇り、2011年から2014年、2020年から2023年にかけて大会4連覇を成し遂げた[3]。
- 箱根駅伝では、総合優勝8回。このうち、2002年の第78回箱根駅伝から2005年の第81回箱根駅伝にかけて、史上5校目（中央大学・日本体育大学・日本大学・順天堂大学・駒澤大）となる総合4連覇を達成し、平成初の記録となった。2008年の第84回箱根駅伝を最後に優勝から遠ざかり、第85回箱根駅伝、第94回箱根駅伝ではシード落ちを喫したが、2021年の第97回箱根駅伝では13年ぶりの優勝を果たした[4][5]。
- 2022年度は、第34回出雲駅伝、第54回全日本大学駅伝、第99回箱根駅伝と三大駅伝のすべてで優勝し、史上5校目となる大学駅伝三冠を達成した。

## 駅伝成績
箱根駅伝において、☆=往路優勝、★=復路優勝。※主将は3年生以下の場合、学年を記載。
| 年度 | 出雲駅伝        | 全日本大学駅伝 | 箱根駅伝      | 主将※              |
| ---- | --------------- | -------------- | ------------- | ------------------ |
| 1989 | 第1回 11位      | 第21回 -       | 第66回 14位   |                    |
| 1990 | 第2回           | 第22回         | 第67回 9位    |                    |
| 1991 | 第3回 12位      | 第23回 -       | 第68回 8位    |                    |
| 1992 | 第4回 9位       | 第24回 -       | 第69回 6位    |                    |
| 1993 | 第5回 12位      | 第25回 6位     | 第70回 11位   |                    |
| 1994 | 第6回 -         | 第26回 -       | 第71回 13位   |                    |
| 1995 | 第7回 -         | 第27回 -       | 第72回 12位   |                    |
| 1996 | 第8回 -         | 第28回 8位     | 第73回 ★6位   |                    |
| 1997 | 第9回 優勝      | 第29回 4位     | 第74回 2位    | 藤田幸則           |
| 1998 | 第10回 優勝     | 第30回 優勝    | 第75回 ☆2位   | 藤田敦史           |
| 1999 | 第11回 3位      | 第31回 優勝    | 第76回 ☆★優勝 | 前田康弘           |
| 2000 | 第12回 3位      | 第32回 2位     | 第77回 2位    | 高橋正仁 （3年時） |
| 2001 | 第13回 2位      | 第33回 優勝    | 第78回 ★優勝  | 高橋正仁           |
| 2002 | 第14回 3位      | 第34回 優勝    | 第79回 ★優勝  | 松下龍治           |
| 2003 | 第15回 3位      | 第35回 4位     | 第80回 ☆★優勝 | 内田直将           |
| 2004 | 第16回 2位      | 第36回 優勝    | 第81回 ★優勝  | 田中宏樹           |
| 2005 | 第17回 4位      | 第37回 3位     | 第82回 5位    | 村上和春           |
| 2006 | 第18回 5位      | 第38回 優勝    | 第83回 7位    | 安西秀幸 （3年時） |
| 2007 | 第19回 4位      | 第39回 優勝    | 第84回 ★優勝  | 安西秀幸           |
| 2008 | 第20回 2位      | 第40回 優勝    | 第85回 13位   | 池田宗司           |
| 2009 | 第21回 10位     | 第41回 7位     | 第86回 ★2位   | 宇賀地強           |
| 2010 | 第22回 3位      | 第42回 2位     | 第87回 3位    | 井上翔太 （3年時） |
| 2011 | 第23回 2位      | 第43回 優勝    | 第88回 2位    | 井上翔太           |
| 2012 | 第24回 5位      | 第44回 優勝    | 第89回 ★3位   | 上野渉             |
| 2013 | 第25回 優勝     | 第45回 優勝    | 第90回 2位    | 窪田忍             |
| 2014 | 第26回 開催中止 | 第46回 優勝    | 第91回 2位    | 中村匠吾           |
| 2015 | 第27回 3位      | 第47回 3位     | 第92回 3位    | 其田健也           |
| 2016 | 第28回 5位      | 第48回 4位     | 第93回 9位    | 浅石祐史           |
| 2017 | 第29回 7位      | 第49回 4位     | 第94回 12位   | 高本真樹           |
| 2018 | 第30回 -        | 第50回 4位     | 第95回 4位    | 堀合大輔           |
| 2019 | 第31回 2位      | 第51回 3位     | 第96回 8位    | 中村大聖           |
| 2020 | 第32回 開催中止 | 第52回 優勝    | 第97回 優勝   | 神戸駿介           |
| 2021 | 第33回 5位      | 第53回 優勝    | 第98回 3位    | 田澤廉 （3年時）   |
| 2022 | 第34回 優勝     | 第54回 優勝    | 第99回 ☆★優勝 | 山野力             |
| 2023 | 第35回 優勝     | 第55回 優勝    | 第100回 2位   | 鈴木芽吹           |
| 2024 | 第36回 2位      | 第56回 2位     | 第101回 ★2位  | 篠原倖太朗         |
| 2025 | 第37回          | 第57回         | 第102回       | 山川拓馬           |

## 関係者

### 歴代監督
- 森本葵 - 1967年より監督、2002年に総監督、のち顧問
- 高岡公 - ヘッドコーチ、2002年に監督、2004年に総監督を経て顧問[6]
- 大八木弘明 - 1995年よりコーチ、2002年に助監督、2004年に監督、2023年より総監督
- 藤田敦史 - 2015年よりコーチ、2023年に監督

その他の指導者
- 大八木京子 - 元寮母・栄養士、2022年度末に退任
- 髙林祐介 - 2022年よりコーチ、2024年に立教大学体育会陸上競技部男子駅伝監督

### 主な出身者
「駒澤大学の人物一覧#陸上競技」を参照
- M高史 - ものまねアスリート芸人
- 菊地原浩二 - 元主将・ヤクルト所属
- 大越正禅 - 北海道浦幌町東禅寺住職[7]
- 楢木野亮二 - 元鎮西高校陸上部監督、元全国全国都道府県対抗男子駅伝熊本県チーム監督
- 楠康夫 - 阿見アスリートクラブ理事長[8]
- 井上浩 - 元大分東明高校陸上部監督、拓殖大学陸上競技部監督
- 北原慎也 - 千葉県立富里高等学校陸上部監督
- 大場康成 - 元資生堂所属。1996年、第80回日本陸上競技選手権大会 5000m 優勝[9]
- 鈴木清和 - スポーツトレーナー[10]
- 藤田幸則 - 元トヨタ自動車陸上長距離部所属
- 北田初男 - 高崎健康福祉大学高崎高等学校陸上部顧問
- 佐藤裕之 - 元NEC、SUBARU所属、駒澤大学陸上部元コーチ
- 武井拓麻 - 箱根駅伝8区区間賞、会社経営者
- 河野仁志 - 青森山田高校陸上競技部男子駅伝監督
- 河村修一 - 愛知県高校教諭、県駅伝強化委員
- 松下龍治 - 國學院大學陸上競技部元コーチ
- 高橋桂逸 - 愛知県庁スポーツ局、名古屋ウィメンズマラソンなどの運営担当
- 内田直将 - トヨタ自動車陸上長距離部所属
- 北浦政史 - 元Honda陸上競技部所属
- 吉田繁 - 元愛三工業所属
- 柴⽥尚輝 - DeNAランナーズアカデミー ヘッドコーチ
- 太田貴之 - 元富士通所属
- 塩川雄也 - 元SUBARU所属
- 田中宏樹 - 元中国電力所属
- 村上和春 - 元富士通所属、東京農業大学陸上部コーチ
- 佐藤慎悟 - 元日清食品、八千代工業所属
- 治郎丸健一 - 拓殖大学陸上競技部コーチ
- 石川昌伸 - 國學院大學陸上競技部コーチ
- 早瀬浩二 - 第一生命グループ陸上競技部ヘッドコーチ
- 鈴木俊祐 - 元ヤクルト所属
- 藤井輝 - 一関学院高校陸上競技部監督
- 高橋徹 - 元富士通所属
- 越智康文 - 愛媛県立今治北高等学校陸上競技部コーチ
- 飯田明徳 - 元Honda陸上競技部所属
- 井上翔太 - 元トヨタ自動車陸上長距離部所属
- 久我和弥 - 元富士通陸上競技部所属

## 関連書籍
- 『育てて活かして勝つ　常勝軍団はこうして作られた』大八木弘明 著（コスミック出版）2010年1月
- 『駒大陸上部の勝負めし』 大八木京子 著（エイ出版社）2020年10月[11]
- 『駅伝ごはん - 駒澤大学陸上競技部のスポーツ応援レシピ -』 大八木京子 著（ベースボール・マガジン社）2021年12月[12]